# Новая Заря (посёлок, Свердловская область)
Новая Заря — посёлок в Серовском районе Свердловской области России. Входит в Сосьвинский муниципальный округ.
Ранее посёлок входил в состав Романовского сельсовета Серовского района.

## Географическое положение
Посёлок Новая Заря расположен в 16 километрах к западо-северо-западу от посёлка Сосьва и в 71 километре от города Серова, по обоим берегам реки Монастырки (левого притока Сосьвы, речной бассейна Тавды). В посёлке расположен остановочный пункт 77 км Свердловской железной дороги. В трёх километрах от посёлка расположена железнодорожная станция Новая Заря (в одноимённом селе).

## Население
| 2002 | 2010 |
| ---- | ---- |
| 2    | ↗7   |